# Enslaved (album av Soulfly)
Enslaved är Soulflys åttonde album, som släpptes den 13 mars, 2012. Albumet spelades in sent 2011 på Tallcat Studios i Phoenix, Arizona med producenten Chris "Zeuss" Harris, som bland annat arbetat med Hatebreed, Chimaira och Shadows Fall.
Detta är även första albumet med de nya bandmedlemmarna Tony Campos på bas och David Kinkade på trummor och albumet gästas även av Dez Fafara från DevilDriver, Travis Ryan från Cattle Decapitation, samt Max Cavaleras söner Zyon Cavalera och Igor Jr. Cavalera och styvsonen Richie Cavalera från Incite. Trummisen David Kinkade beskrev albumet som "Arise on crack" under en intervju. Den 25 januari 2012 släpptes singeln "World Scum" som 48 timmars gratis nedladdningen, samt en musikvideo som släpptes den 16 februari.

## Låtlista
1. "Resistance" - 1:53
2. "World Scum" - 5:19
3. "Intervention" - 3:55
4. "Gladiator" - 4:58
5. "Legions" - 4:18
6. "American Steel" - 4:14
7. "Redemption of Man by God" - 5:15
8. "Treachery" - 5:49
9. "Plata O Plomo" - 4:52
10. "Chains" - 7:18
11. "Revengeance" - 5:42

### Digipak bonusspår
1. "Slave" - 3:51
2. "Bastard" - 3:57
3. "Soulfly VIII - 4:24

## Medverkande
- Max Cavalera - sång, gitarr, sitar, berimbau
- Marc Rizzo - gitarr
- Tony Campos - bas, sång på "Plata O Plomo"
- David Kinkade - trummor, slagverk

### Gäst medverkande
- Travis Ryan (Cattle Decapitation) - sång på "World Scum"
- Dez Fafara (Devildriver, Coal Chamber) - sång på "Redemption of Man by God"
- Ritchie Cavalera (Incite) - sång på "Revengeance"
- Igor Jr. Cavalera (Lody Kong, ex-Mold Breaker) - sång, gitarr på "Revengeance"
- Zyon Cavalera (Lody Kong, ex-Mold Breaker) - trummor på "Revengeance"